# Parlamento Regional de Estiria
El Parlamento Regional de Estiria (en alemán: Landtag Steiermark), también conocido como Landtag de Estiria o Asamblea de Estiria, es el máximo órgano legislativo del estado federado austríaco de Estiria.
Aunque este tipo de asambleas territoriales tiene su origen en territorios germánicos en el siglo XV, la estructura actual de los landtag austríacos está recogida en la Constitución de Austria restablecida el 1 de mayo de 1945.
Actualmente, el parlamento de Estiria cuenta con 48 diputados que se reúnen en la Landhaus de Graz, capital de Estiria. La duración de la legislatura es quinquenal.

## Elección de diputados
De los 48 escaños, 36 se eligen por varios miembros que se presentan a un proceso dedos etapas. Cuarenta escaños se dividen en cuatro circunscripciones de varios distritos. Para que un partido llegue a estar representado en el Landtag, debe ganar al menos un escaño en una circunscripción. Estos escaños se distribuyen según el Cociente Hare. Los ocho escaños restantes a nivel territorial se asignan según el método d'Hondt, con el fin de garantizar una proporcionalidad entre la participación electoral y el resultado en escaños.